# Max Hagmayr
Maximilian Hagmayr, plus connu sous le nom de Max Hagmayr (né le 16 novembre 1956 à Wels en Autriche) est un footballeur international autrichien, qui évoluait au poste d'attaquant.

## Biographie

### Carrière en club
Max Hagmayr joue en Autriche et en Allemagne. Il évolue notamment pendant sept saisons en faveur du club du VÖEST Linz.
Il dispute 255 matchs en première division autrichienne, inscrivant 83 buts, et 31 matchs en première division allemande, marquant 6 buts. Il réalise sa meilleure performance lors de la saison 1984-1985, où il inscrit 16 buts en championnat avec le club du LASK Linz.
Il se classe deuxième du championnat autrichien en 1980 et 1984, et remporte une Coupe d'Autriche en 1984.
Au sein des compétitions européennes, il dispute 5 matchs en Coupe d'Europe des clubs champions (2 buts), et 10 matchs en Coupe de l'UEFA (3 buts). Il est quart de finaliste de la Coupe d'Europe des clubs champions en 1984 avec le Rapid Vienne.

### Carrière en sélection
Max Hagmayr joue neuf matchs en équipe d'Autriche, inscrivant un but, entre 1979 et 1982.
Il reçoit sa première sélection en équipe nationale le 30 janvier 1979, en amical contre Israël (victoire 0-1 à Tel Aviv).
Par la suite, il joue deux matchs, contre l'Allemagne de l'Est et la Bulgarie, rentrant dans le cadre des éliminatoires du mondial 1982.
Il est ensuite retenu par les sélectionneurs Felix Latzke et Georg Schmidt, afin de participer à la Coupe du monde de 1982. Lors du mondial organisé en Espagne, il joue un match contre l'Irlande du Nord (match nul 2-2 au Stade Vicente Calderón de Madrid).
Il dispute enfin deux matchs rentrant dans le cadre des éliminatoires de l'Euro 1984, contre l'Albanie et l'Irlande du Nord. Il inscrit un but contre l'Albanie, pour une large victoire sur le score de 5-0.

## Palmarès
| VÖEST Linz - Championnat d'Autriche : - Vice-champion : 1979-80. - Coupe d'Autriche : - Finaliste : 1977-78. |  | Rapid Vienne - Championnat d'Autriche : - Vice-champion : 1983-84. - Coupe d'Autriche (1) : - Vainqueur : 1983-84. |